# Gebäude Lindenstraße 9

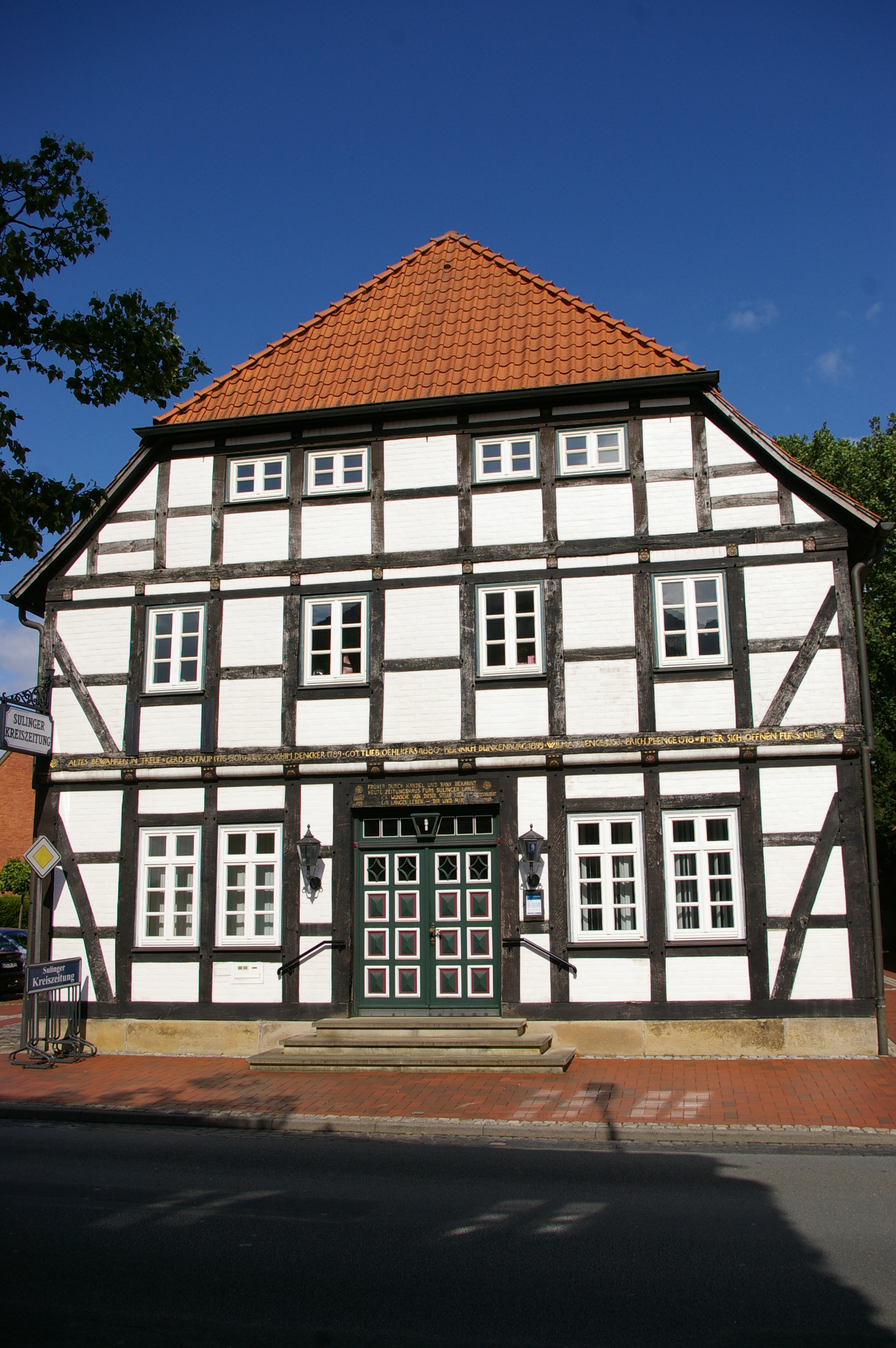
Lindenstraße 9, Giebelansicht

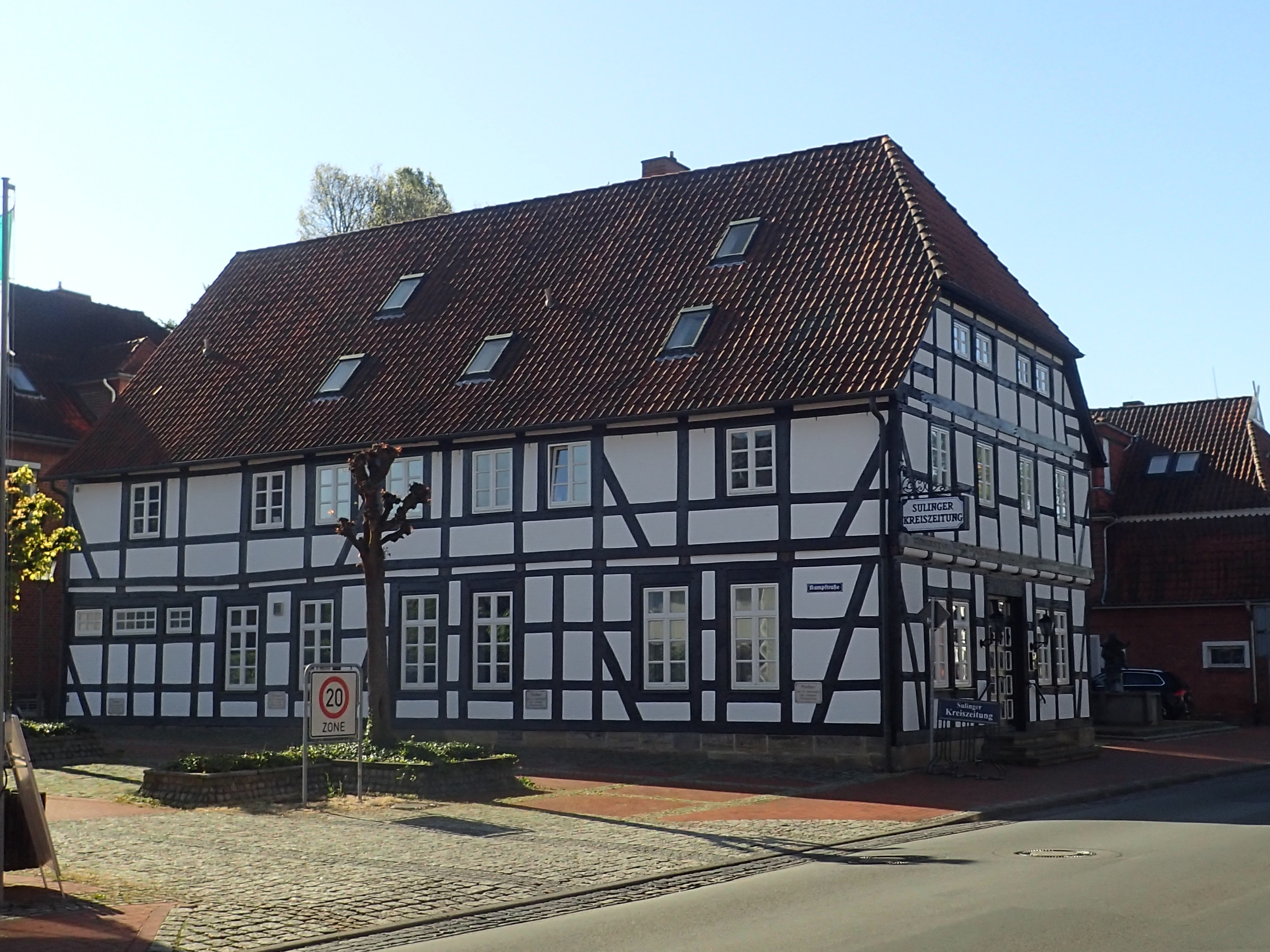
Seitenansicht

Das Gebäude Lindenstraße 9 in Sulingen im Landkreis Diepholz steht unter Denkmalschutz. Heute ist es das Zeitungshaus Sulingen.

## Geschichte
In der Nähe der Nicolaikirche entstand nach dem großen Stadtbrand von 1721 zur Zeit des Barocks 1726 das zweigeschossige Fachwerkhaus mit einer markanten Tür und einer Inschrift am Giebel. Es gehört zu den ältesten Wohnhäusern von Sulingen. In diesem Gebäude wohnten gemäß der Inschrift die Familien Gerd Entrup ab 1726, Achim Dencker ab 1789, Gottlieb Oelkers ab 1880, Wilma Plenge ab 1953 und Erich Plenge ab 1978. Es wurde auch als Tabakkontor genutzt. 
Heute ist das sanierte Gebäude das Zeitungshaus der Sulinger Kreiszeitung mit Wohnungen im Obergeschoss.